# Liste des races de poules asiatiques
Cette liste des races de poules asiatiques n'est pas exhaustive. Elle recense essentiellement les races rencontrées en Europe.
- Par définition, ces races sont domestiques, même si certaines ont des caractères ou des origines sauvages (voir aussi : marronnage (zoologie)).

- En France, le Standard officiel des volailles (poules, oies, dindons, canards et pintades) édité par la SCAF, recense et définit les critères de sélection et d'exposition des races, et sert de référence aux juges lors de la distribution des prix en concours.
- Il y a également un standard européen, où pour y figurer, une race doit être reconnue dans au moins deux pays. C'est le standard du pays d'origine qui prévaut lors des concours internationaux.

- Note : Les espèces sauvages  du genre Gallus sont originaires d'Asie, mais ne sont pas domestiques.

## Les différentesespècesdepoules sauvages"non domestiques"
- Gallus gallus ou Coq doré (Linnaeus, 1758), dont les différentes sous-espèces sont les ancêtres principaux des races domestiques :
  - Gallus gallus bankiva à Bali, Java et Sumatra ;
  - Gallus gallus gallus au Cambodge et en Cochinchine (sud du Viêt Nam) ;
  - Gallus gallus jabouillei au Tonkin (nord du Viêtnam) et dans le sud de la Chine ;
  - Gallus gallus murghi dans le nord de l'Inde ;
  - Gallus gallus spadiceus en Birmanie, dans le Haut-Laos, au Siam et en Malaisie.
  - il y a probablement eu d'autres sous-espèces, domestiquées ou non, dont les individus à l'état sauvage ont disparu.

- Gallus lafayettii ou Coq de Lafayette, (Lesson 1831)
- Gallus sonneratii ou Coq de Sonnerat , (Temminck 1813), (qui a contribué génétiquement à Gallus gallus domesticus)
- Gallus varius ou Coq vert de Java, (Shaw, 1798)

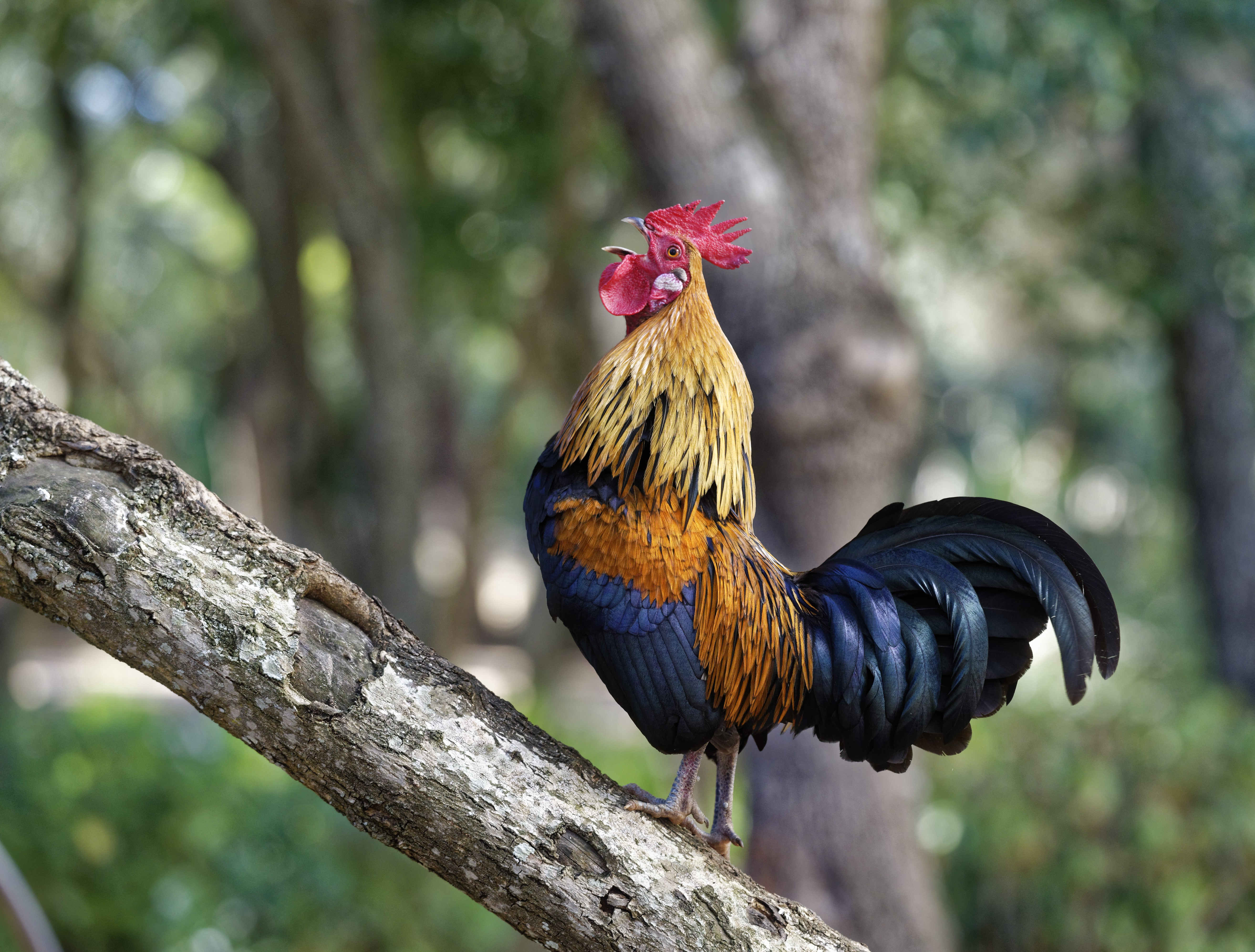
Coq doré ou Bankiva
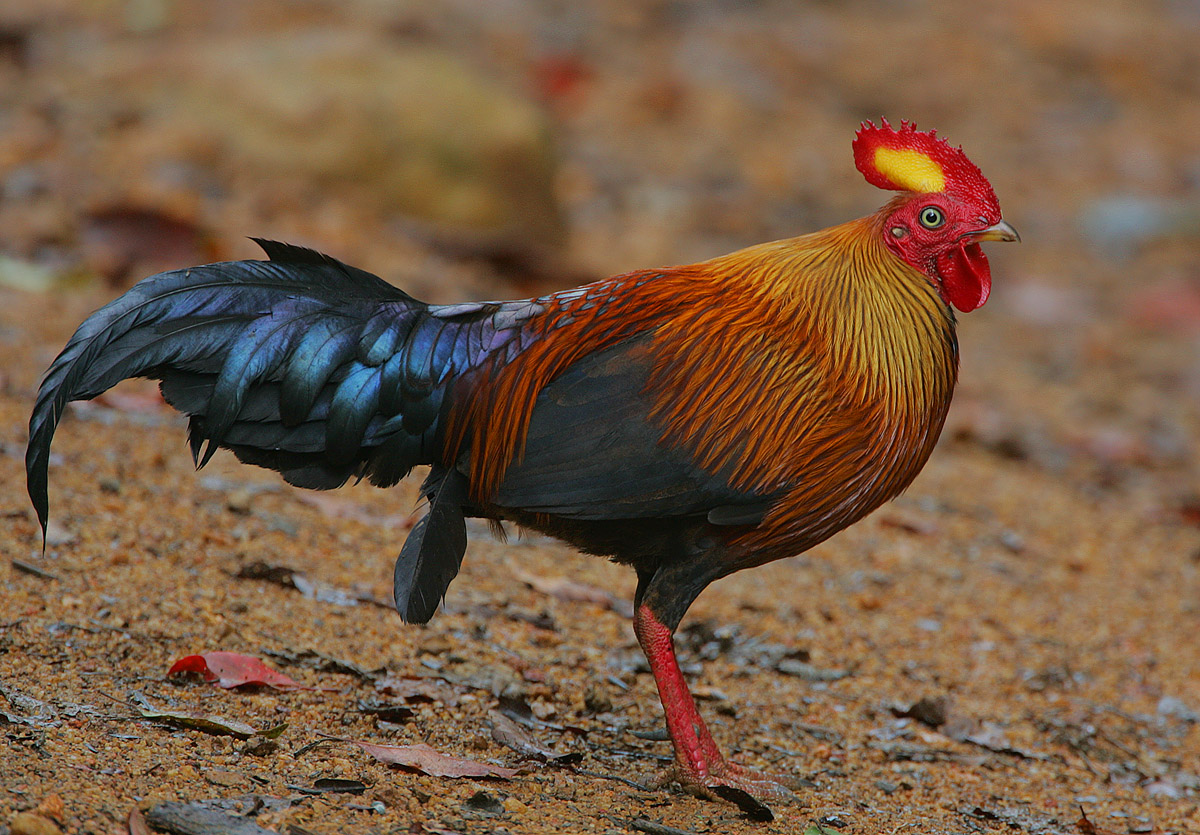
Coq de Lafayette
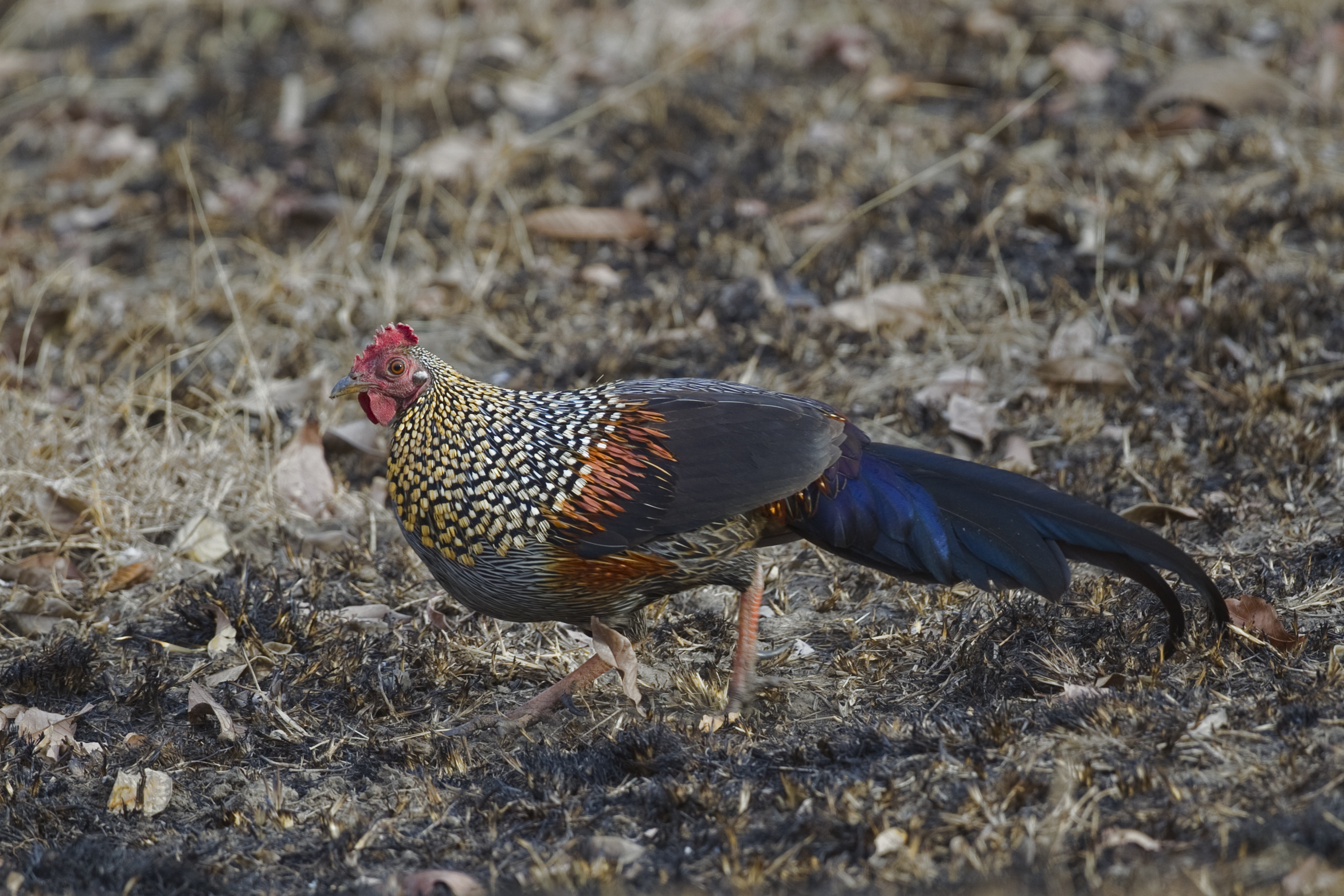
Coq de Sonnerat
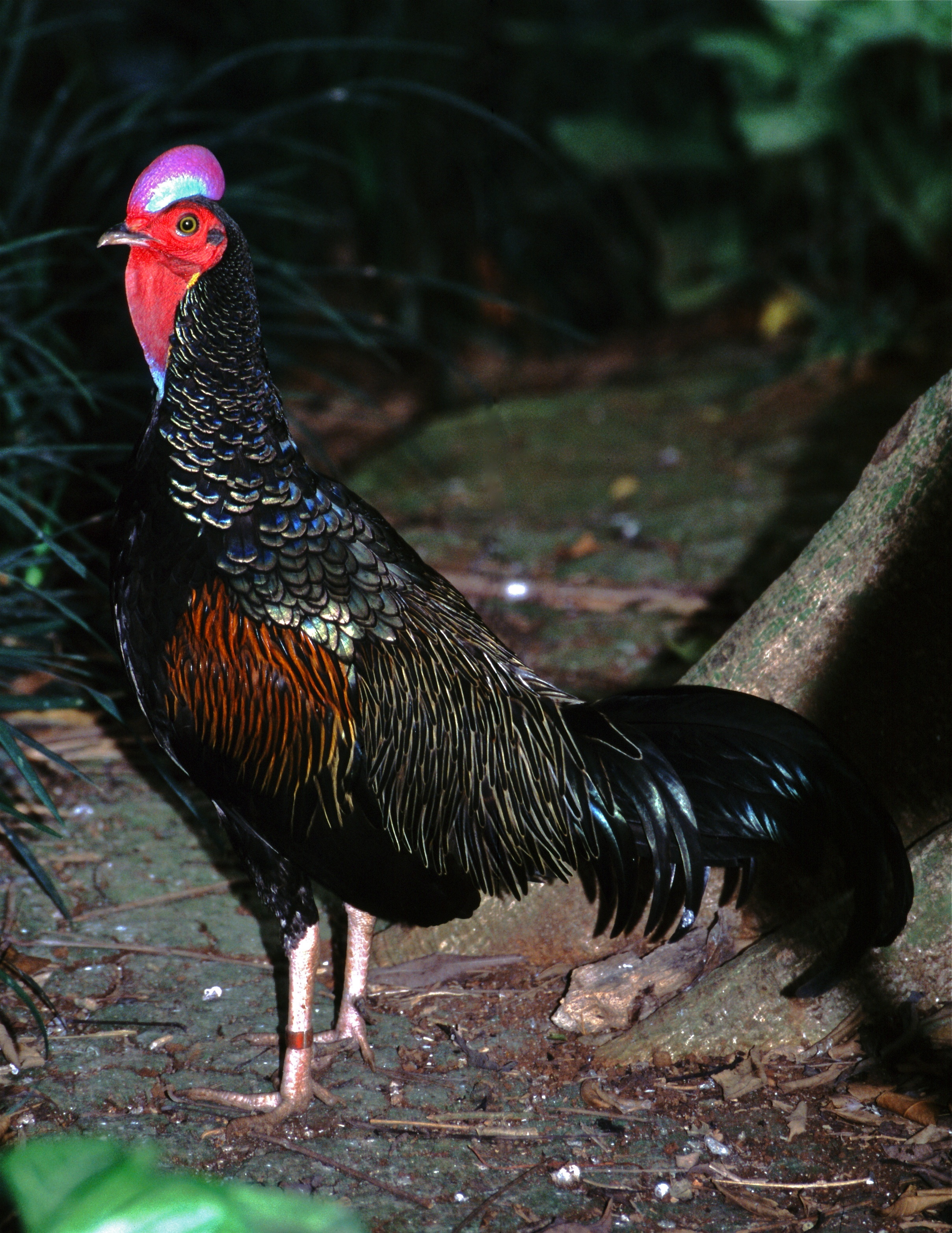
Coq vert de Java

## Chine
- Poule Cochin
- Croad Langshan
- Poule Soie
- Pékin

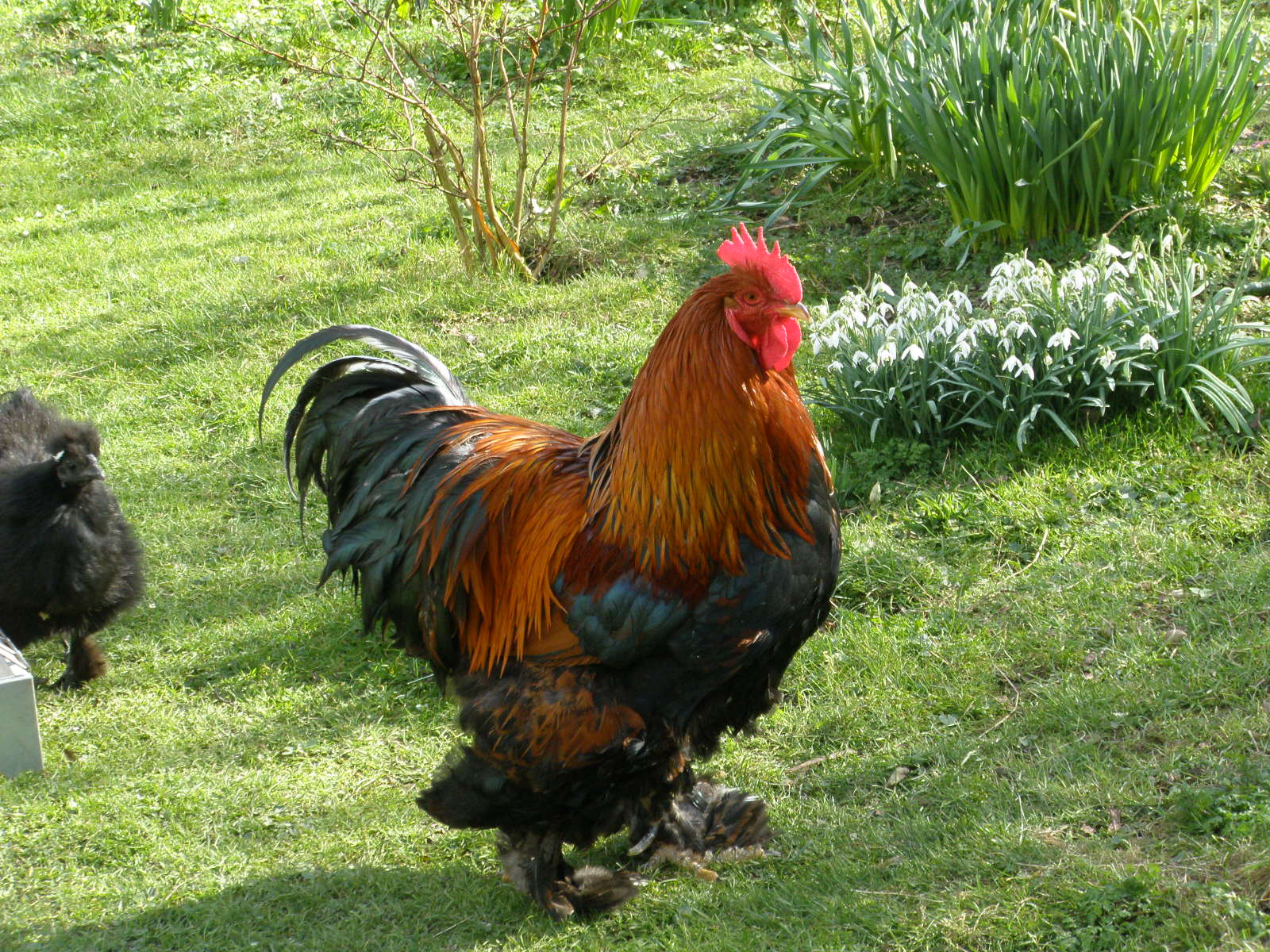
Coq Cochin
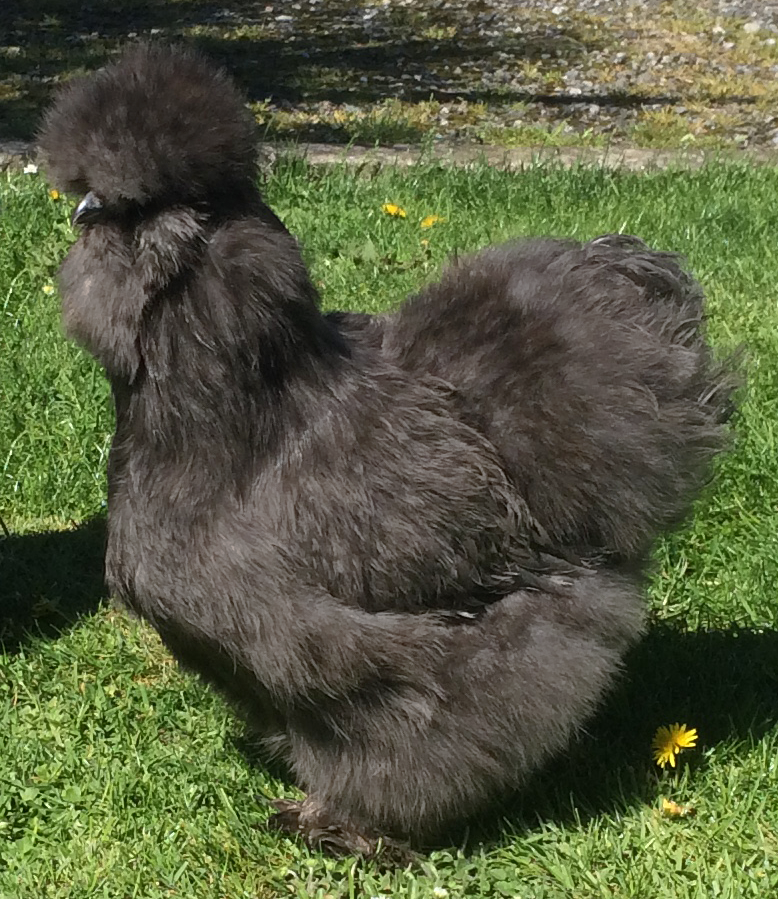
Poule Soie
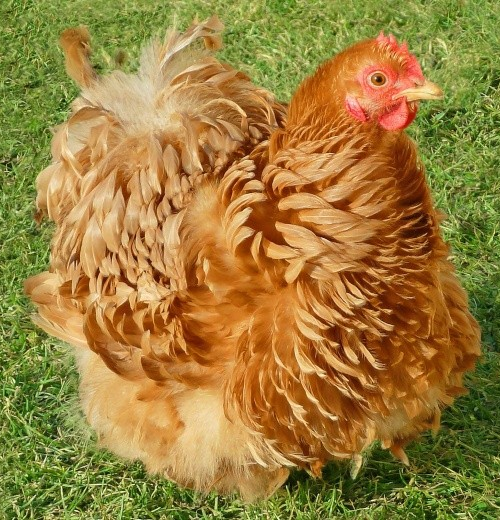
Poule Pékin frisée

## Inde
- Asyl ou "Aseel"
- Combattant de Madras

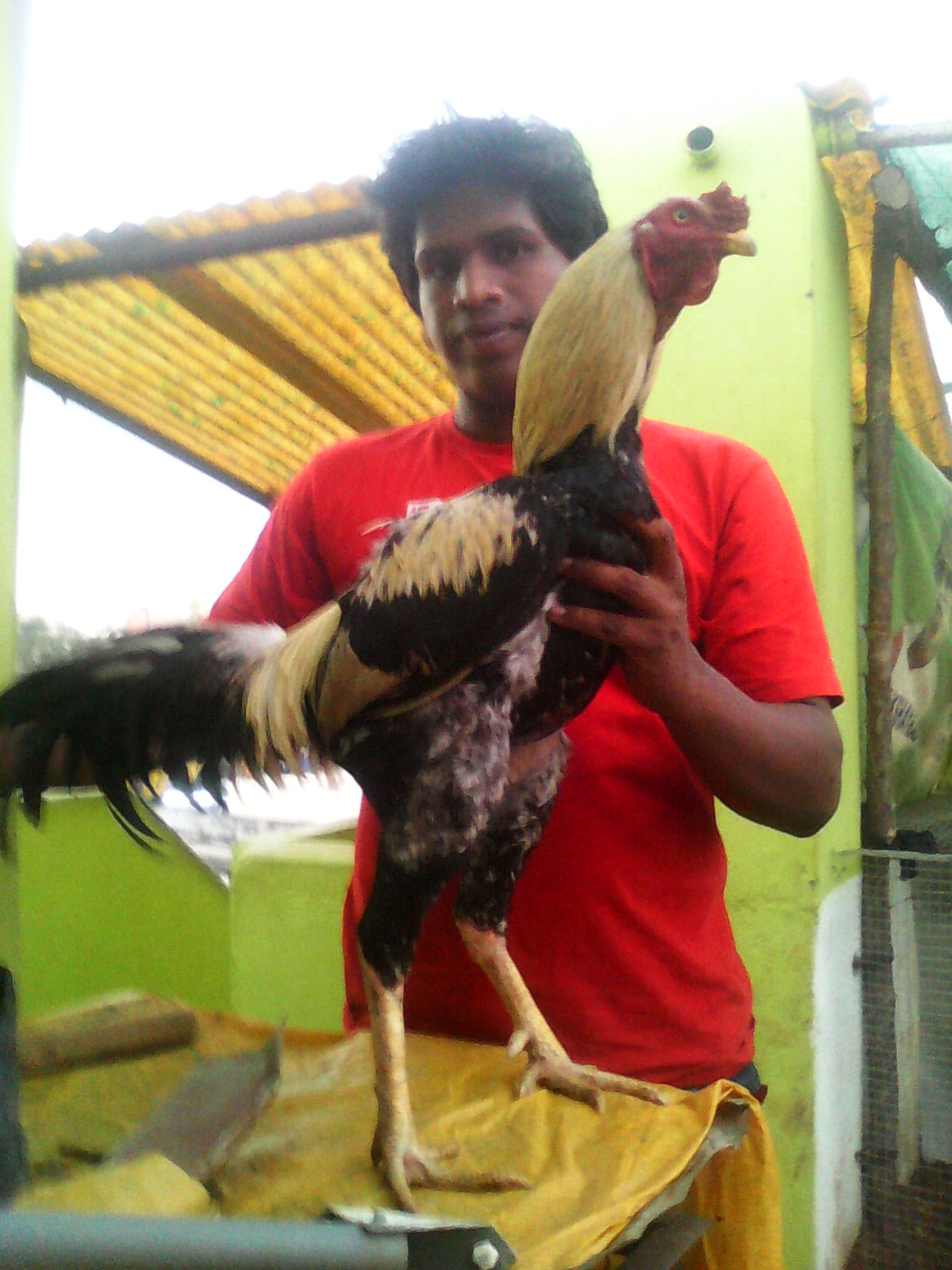
Coq Asyl

## Indonésie
- Cemani
- Combattant des îles de la Sonde ou combattant indonésien
- Sumatra
- Java

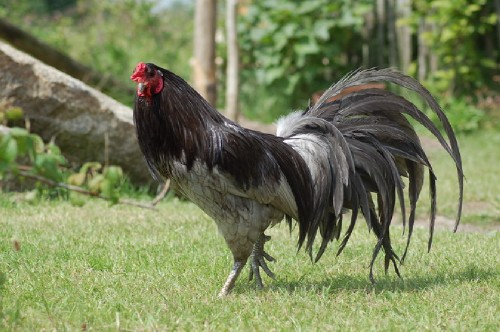
Coq Sumatra
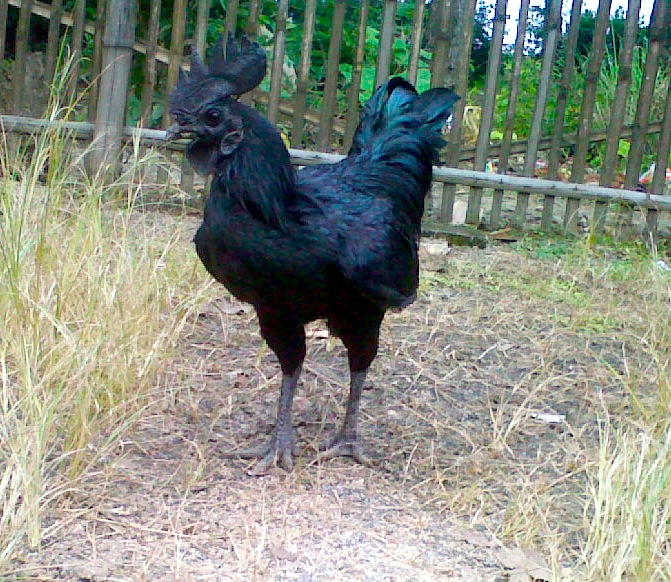
Coq Cemani

## Japon
- Koeyoshi
- Onagadori
- Phoenix
- Satsumadori
- Tomaru
- Totenko
- Yamato-Gunkei
- Yokohama
- Chabo

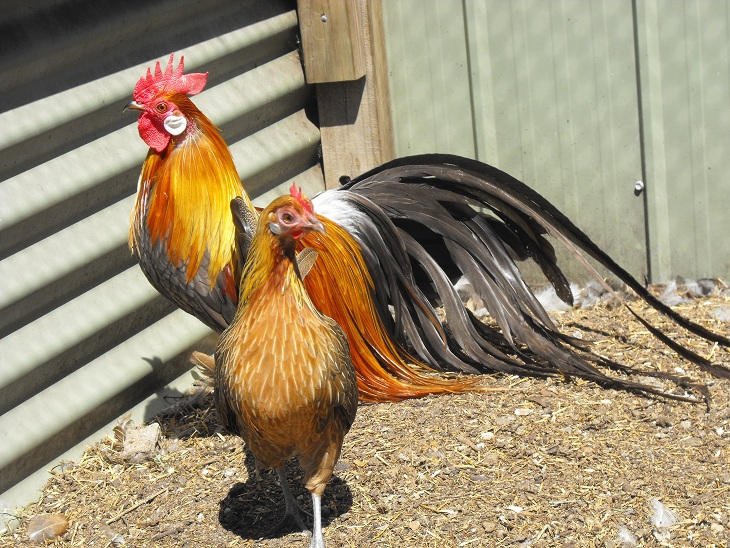
Un couple de Phoenix
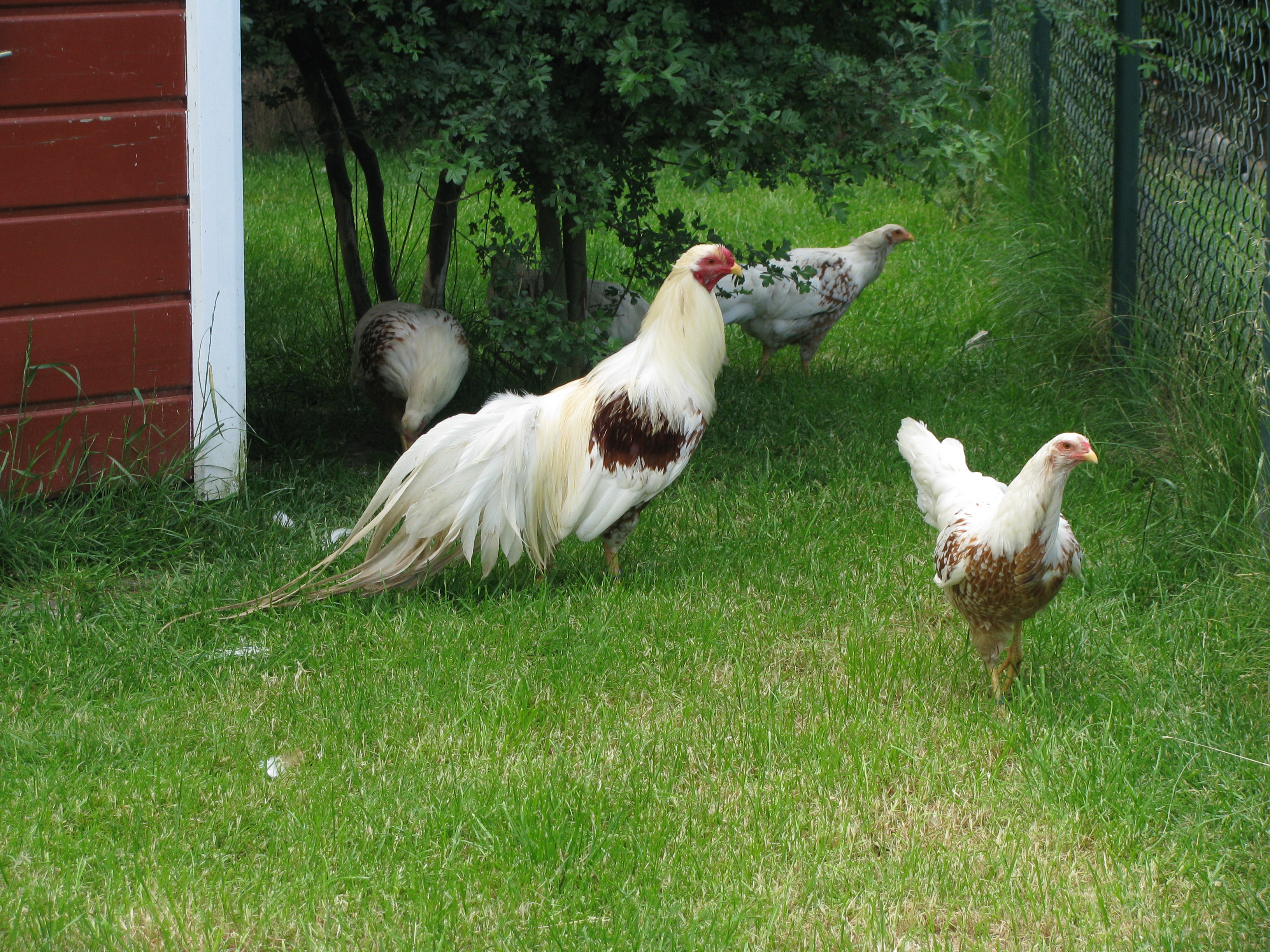
Des Yokohama
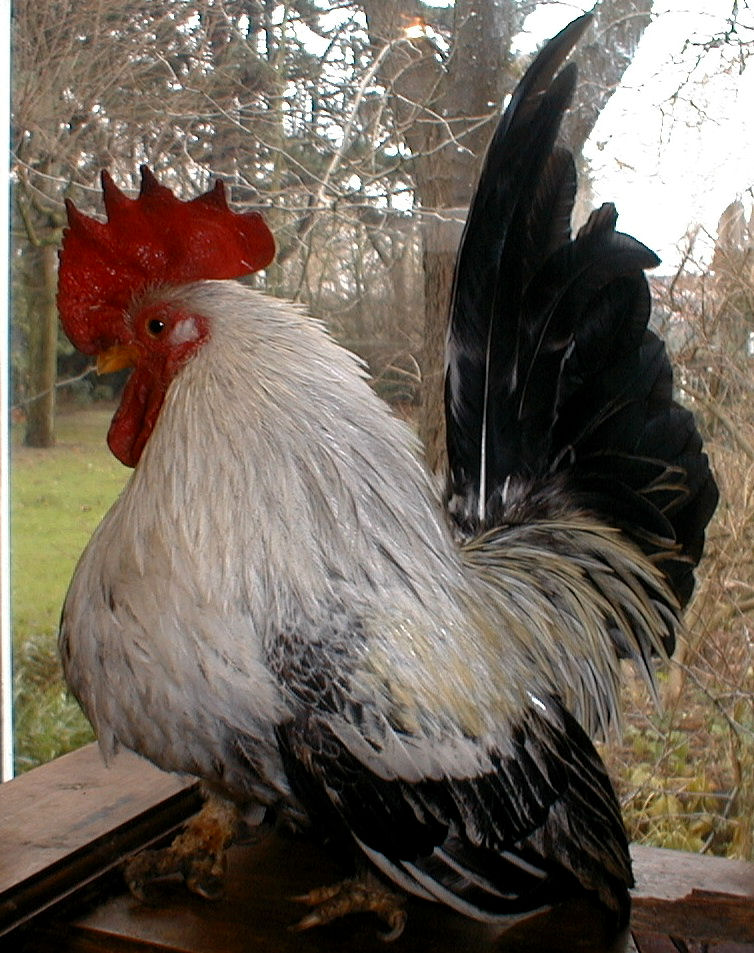
Coq Chabo
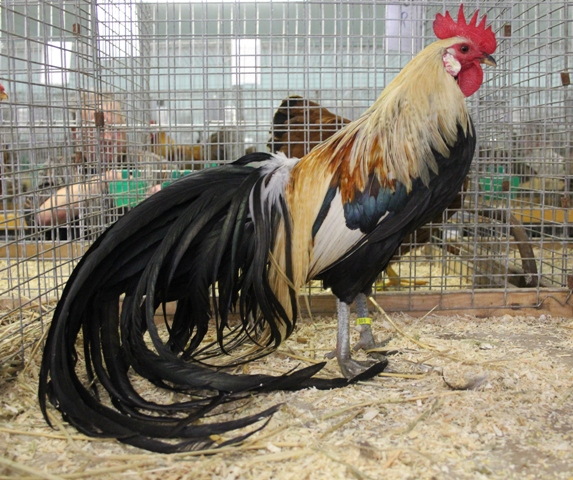
Coq Onagadori

## Malaisie
- Combattant malais

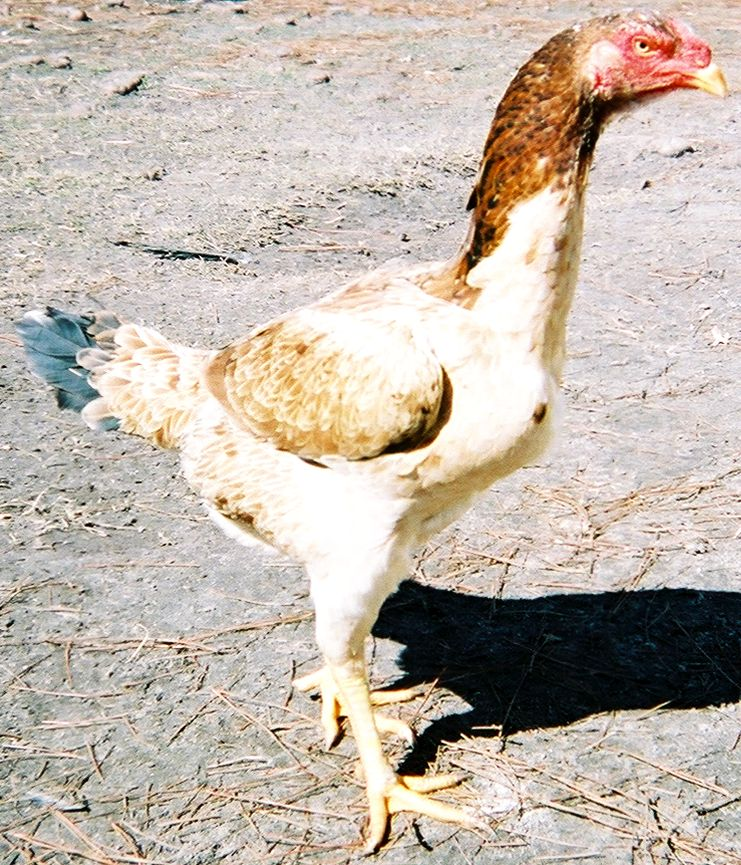
Coq Combattant malais

## Thaïlande
- Shamo

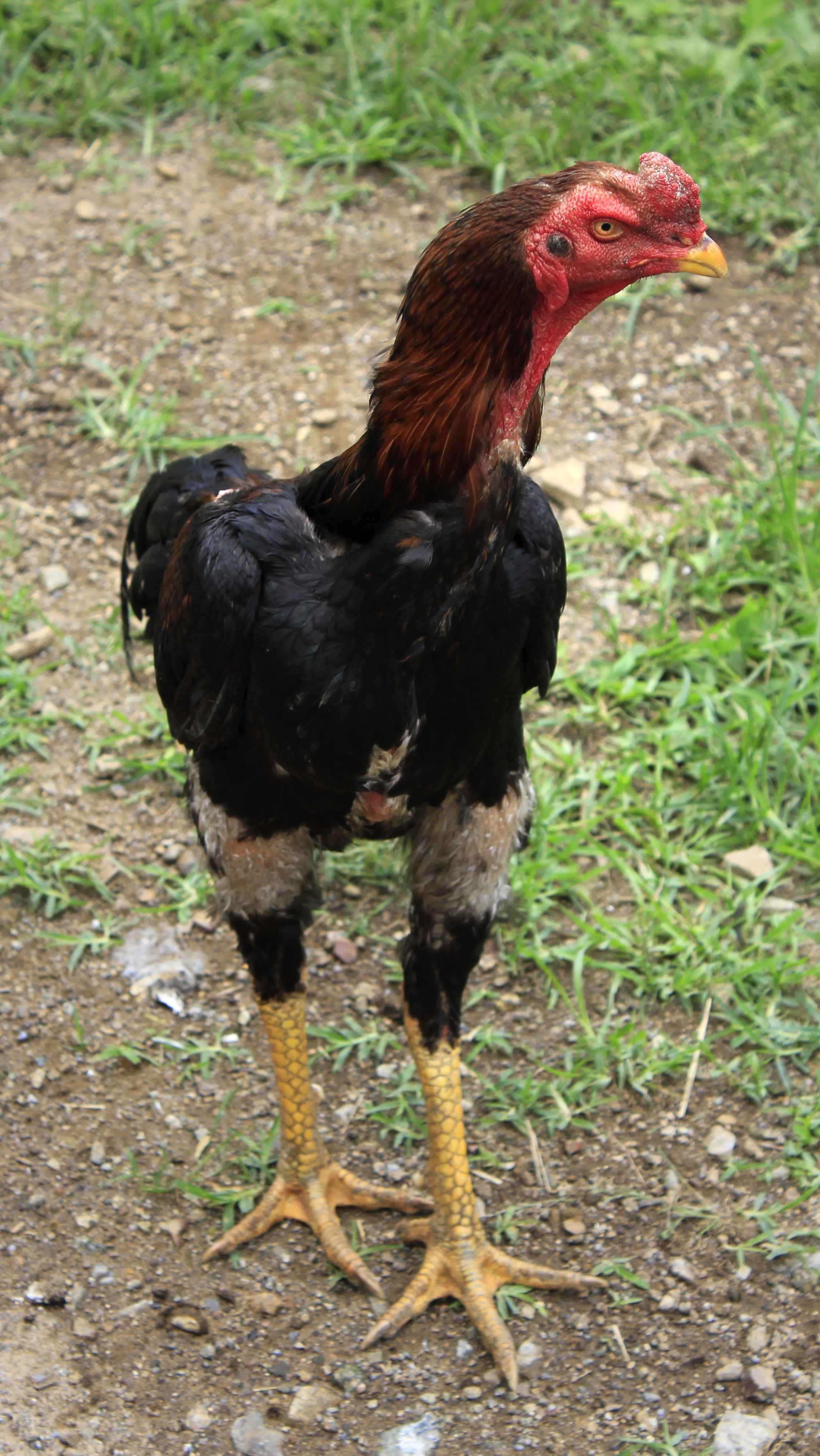
Coq Shamo

## Turquie
- Denizli

## Vietnam
- Combattant vietnamien

### Sources
- Le Standard officiel des volailles de grande race, édité par la société centrale d'aviculture de France
- Le Standard officiel des poules naines, édité par le Bantam club français
- Le site de la fédération française des volailles